# Ойжиньский, Якуб
Якуб Ойжиньский (пол. Jakub Ojrzyński; род. 19 февраля 2003, Варшава) — польский футболист, вратарь английского «Ливерпуля», выступающий на правах аренды за шведский «Утсиктен».

## Клубная карьера
На юношеском уровне выступал за «Корону» из Кельце и «Легию». Летом 2019 года перешёл в английский «Ливерпуль», где присоединился к юношеским командам клуба. В июле 2021 года подписал с клубом новый контракт, после чего отправился на правах аренды в «Карнарвон Таун», выступавший в чемпионате Уэльса.
В июне 2022 года на правах аренды перешёл в польский «Радомяк». Первую игру за клуб провёл 30 августа в кубке страны против «Радомско». 30 сентября в игре с «Краковией» дебютировал в чемпионате Польши. В январе 2023 года аренда была досрочно прекращена и Ойжиньский вернулся в «Ливерпуль».
8 августа 2023 года отправился в очередную аренду, присоединившись к нидерландскому «Ден Босху». В сентябре 2024 года перешёл в кипрский 
«Спартакос Китиу», но из-за проблем с документами соглашение не вступило в силу и он вернулся в «Ливерпуль». 
В марте 2025 года присоединился к шведскому «Утсиктену» на правах аренды до конца июня. В июне того же года «Ливерпуль» объявил, что истекающий летом контракт с Ойжиньским продлён не будет.

## Карьера в сборной
Выступал за юношеские сборные Польши различных возрастов. В 2022 году провёл один матч за сборную до 20 лет в Элитной лиге.

## Личная жизнь
Его отец, Лешек Ойжиньский, в прошлом также футболист, выступавший на позиции вратаря. После завершения карьеры работал главным тренером в ряде польских команд.